# Sudborough
Sudborough is een civil parish in het bestuurlijke gebied East Northamptonshire, in het Engelse graafschap Northamptonshire met 202 inwoners.